# György Pálfi

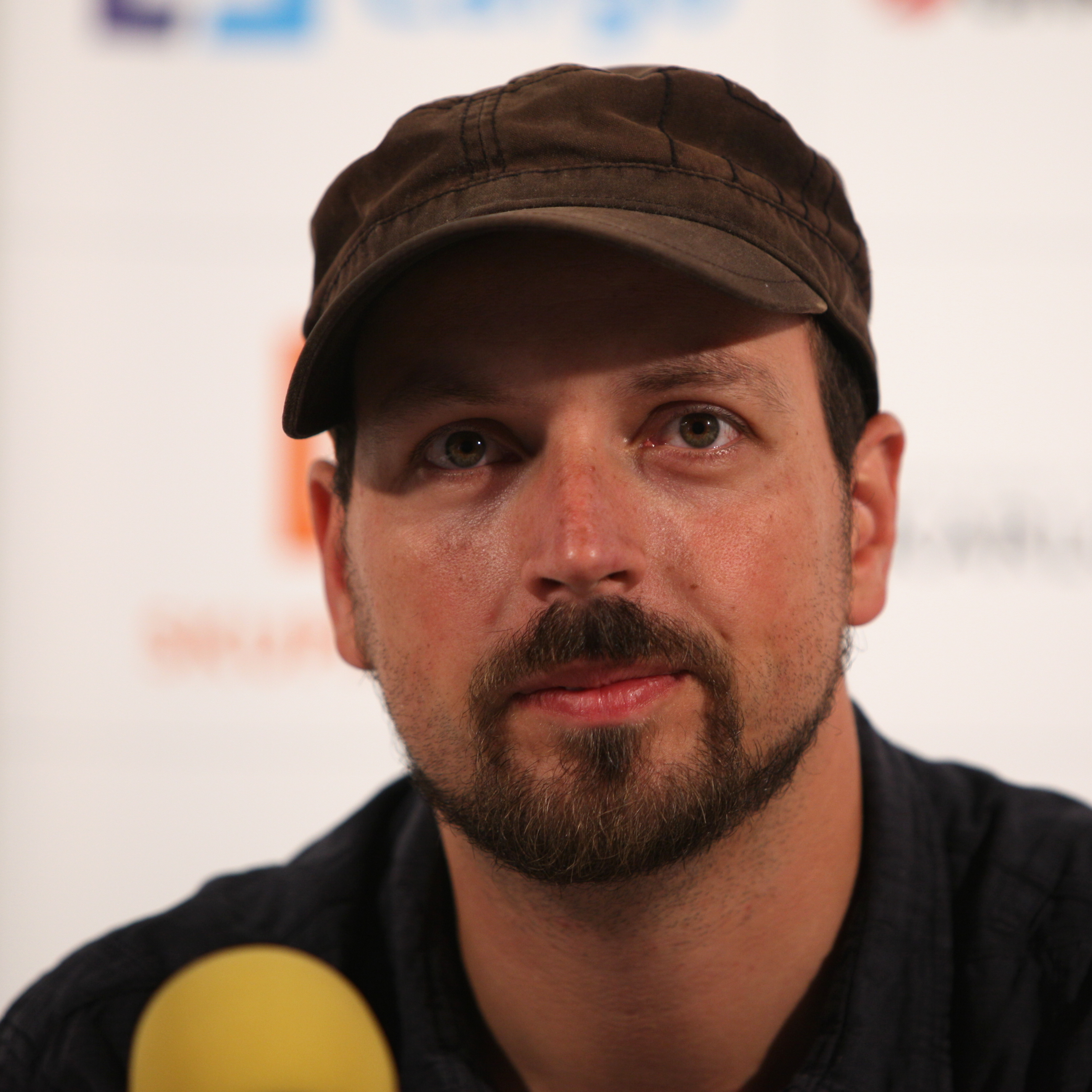
György Pálfi (2009)

György Pálfi (* 11. April 1974 in Budapest) ist ein ungarischer Filmregisseur.
Seine Filmkarriere begann im Alter von 14 Jahren, als er eine kleine Schauspielrolle in István Dárdays und Györgyi Szalais A Dokumentátor (1988) übernahm. Das Schauspiel gab Pálfi auf, um sich der Regie zu widmen. 1997 erschien sein satirischer Kurzfilm A Hal.
Nachdem der Regisseur 2000 sein Studium an der Akademie für Schauspiel und Film in Budapest abgeschlossen hatte, begann er die Dreharbeiten für seinen ersten Spielfilm Hukkle – Das Dorf. Dieser völlig ohne Dialoge auskommende Film, der, viel mit Geräuschen arbeitend, das Leben in einem bäuerlichen Dorf in Ungarn zeigt, wurde ab 2002 auf über 100 Filmfestivals und in zahlreichen Programmkinos in der ganzen Welt gezeigt. Pálfi gewann mehrere Auszeichnungen, darunter den Preis als „bester Nachwuchsregisseur“ beim Festival Internacional de Cine de Donostia-San Sebastián und den Fassbinder-Preis bei der Verleihung des Europäischen Filmpreises.
2003 war er mit einem Segment am ungarischen Episodenfilm Jött egy busz… beteiligt. Es folgte im Jahr 2006 sein zweiter Spielfilm, die sich über drei Generationen erstreckende, groteske Komödie Taxidermia. Dieser Film gewann unter anderem den Hauptpreis auf der Ungarischen Filmschau und wurde, wie schon Hukkle – Das Dorf 2003, als ungarischer Kandidat auf eine Nominierung als „bester fremdsprachiger Film“ bei der Oscarverleihung 2008 eingesandt.